# Parque Miguel Lillo
El Parque Miguel Lillo es un parque de 640 ha situado en la ciudad de Necochea (provincia de Buenos Aires, Argentina) en el sur de la Villa Díaz Vélez y lindante con el mar, en forma paralela a la costa. La gran superficie hace que este parque sea una reserva forestal y el pulmón verde de la ciudad. Asimismo es uno de los mayores atractivos turísticos de la ciudad y un espacio ideal para las actividades recreativas.

## Historia
Su nombre es un homenaje al destacado botánico tucumano Miguel Lillo, pionero de la investigación en el país, generador de cientos de trabajos de ciencia y una colección de plantas y animales que bordea la tres millones de piezas.
El parque fue creado en 1948 como vivero dunícola, a partir de la expropiación realizada a la familia Díaz Vélez, para el resguardo de la creciente ciudad. A partir del trabajo profesional y continuo del Ingeniero Edgar Gatti junto a sus capataces y empleados, se logró inmovilizar la "arena voladora" con la plantación de más de un millón de ejemplares de pinos y otras especies arbustivas. 
Cuenta con más de un millón de especies arbóreas, siendo en su mayoría coníferas, pudiéndose encontrar también importantes ejemplares de eucaliptos. El establecimiento de este vivero de árboles que fueron sembrados logró tres importantes finalidades: morigerar el clima, al restar velocidad al viento sur que se abate sobre la Villa Díaz Vélez; consolidar el terreno, al fijar los médanos cercanos a la costa; y embellecer sus tierras.
A partir de 1979, el espacio pasa de la jurisdicción provincial al municipio y de esta forma se establece como el espacio público más importante del partido de Necochea.
A principios del 2008, se incendiaron 10 ha y eso llevó a que se organice un sistema de prevención de accidentes, contemplando la modernización del parque, instalándose los servicios básicos y manteniendo los caminos, el raleo y la reforestación.
En 2014 el Parque Miguel Lillo fue elegido como uno de los 10 lugares mágicos de Argentina, dado quedó séptimo entre 307 lugares del país.

## Ubicación
El parque se encuentra localizado desde la calle 89, hacia el oeste, entre la avenida 2 y la avenida 10, la que le da acceso a las playas de la costa y al mar.

## Disposición
El parque posee un anfiteatro, que lleva el nombre de "Pedro Arozarena", para la realización de espectáculos. Próximo a este se encuentra el Área de Museos donde se ubican el Museo de Ciencias Naturales "Dr. José Squadrone" y el Museo Histórico Regional "Egisto Ratti" en lo que fuera la casona edificada por doña Carmen Díaz Vélez de Álvarez de Toledo, de típico estilo neocolonial, construcción que data de 1932. Junto a los museos se encuentran los jardines, el Japonés y el Francés, en el cual se sitúa el Reloj de Sol. El trazado interno incorpora la importante avenida Pinolandia. La zona posee bicisendas, circuitos aeróbicos y un pequeño complejo deportivo. En esta zona, ubicado sobre la avenida 2, también encontramos el Lago de Los Cisnes, un lago artificial en el que habitan diferentes animales. A unos 3 km de finalizado el trazado urbano y por avenida 10 se ubica el Campo Scout, un camping administrado por la Asociación Civil Scouts de Argentina. En el parque se puede acampar y hacer fogones (en los lugares permitidos), alquilar bicicletas, carritos y realizar cabalgatas.
También existe un pequeño, pero vistoso, tren que lo recorre por su interior, actualmente denominado complejo "Tren Del Parque". El mismo recorre 2,7 km uniendo la estación Del Parque con el Lago de los Cisnes.

### Anfiteatro “Pedro Arozarena”
Inaugurado en el año 1977, cuenta con una capacidad para 1.500 personas y es escenario de todo tipo de actividades culturales, espectáculos y eventos al aire libre. Su nombre es en honor al gran educador Pedro Arozarena, maestro, escritor, periodista y ecologista, fue una de las figuras más descollantes de la cultura necochense del siglo XX. Permaneció como profesor de diversas materias durante 35 años, de 1922 a 1957, en el colegio nacional José Manuel Estrada.

### Jardín Japonés
El 23 de noviembre de 1971 llegan a Necochea 115 cerezos y 25 durazneros que el intendente de la ciudad de Kanazawa (Japón) envió a la Municipalidad de Necochea, para ser plantados en el Parque Miguel Lillo. Este fue el comienzo de un intercambio, cuyo propulsor fue el doctor Hideo Anada, ya que se mandaron semillas de ceibo (Flor Nacional de la Argentina) a la localidad de Kanasawa. A 25 años de estos hechos, la colectividad japonesa de Necochea solicita a la Subsecretaría de Cultura, Educación y Deportes, que fuera erigida alguna construcción que recordara la visita del Dr. Anada y la ubicación de las plantaciones de cerezo. En consecuencia, se resuelve desarrollar un proyecto, a través de la Dirección de Equipamiento Urbano y Vivienda para emplazar el acceso al «Patio de los Cerezos» y el «Tori» (arco de entrada). Mediante las formas de esta realización se expresan al pueblo de Necochea algunas de las tradiciones japonesas. Asimismo, el hecho histórico de haber plantado los cerezos toma sentido cuando en primavera estos adquieren su color característico.

### Jardín Francés y Reloj de Sol
Este sector es especial para disfrutar  el sol,  ofreciendo un marco particular,  en donde saborear la naturaleza, brindando un atractivo más del Parque Miguel Lillo. El Reloj de Sol por razones de huso horario (GMT -3), fecha y ubicación se lee en primavera una hora menos de la real. GMT Greenwich Mean Time o TUC Tiempo Universal Coordinado con relación al meridiano de Greenwich y se utiliza como referencia de la hora internacional.

### Tren del Parque
Abarca un recorrido de casi 3 kilómetros, atravesando el interior del parque y visitando distintos puntos de interés, como la zona de fogones, juegos infantiles y Lago de los Cisnes. El Complejo del Tren del Parque cuenta con servicios de cafetería, comidas, bebidas, heladería, paseo de artesanos, baños públicos comunes y para personas con movilidad reducida.

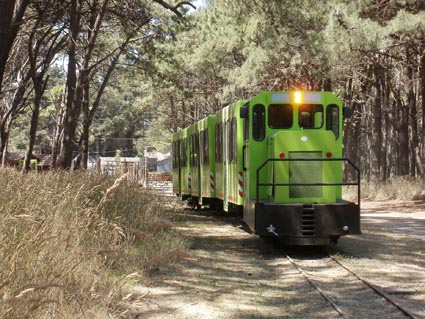
El tren turístico que recorre internamente el Parque Miguel Lillo.

### Lago de Los Cisnes
El Lago de los Cisnes es un lago artificial ubicado sobre la avenida 2, pasando la avenida Pinolandia. Cuenta con dos islas y es habitado por distintas especies acuáticas. Recibe ese nombre debido a la gran cantidad de cisnes y patos que habitaban en sus aguas.
Se pueden alquilar bicicletas acuáticas para recorrer el lago, o caminar por sus senderos, bordeándolo.
Además, el lago se encuentra atravesado por una tirolesa que inicia en un muro de escalada.
En el lugar existe también un mini-zoológico, donde se pueden observar algunos especímenes de cabras, ñandúes, faisanes, entre otros.

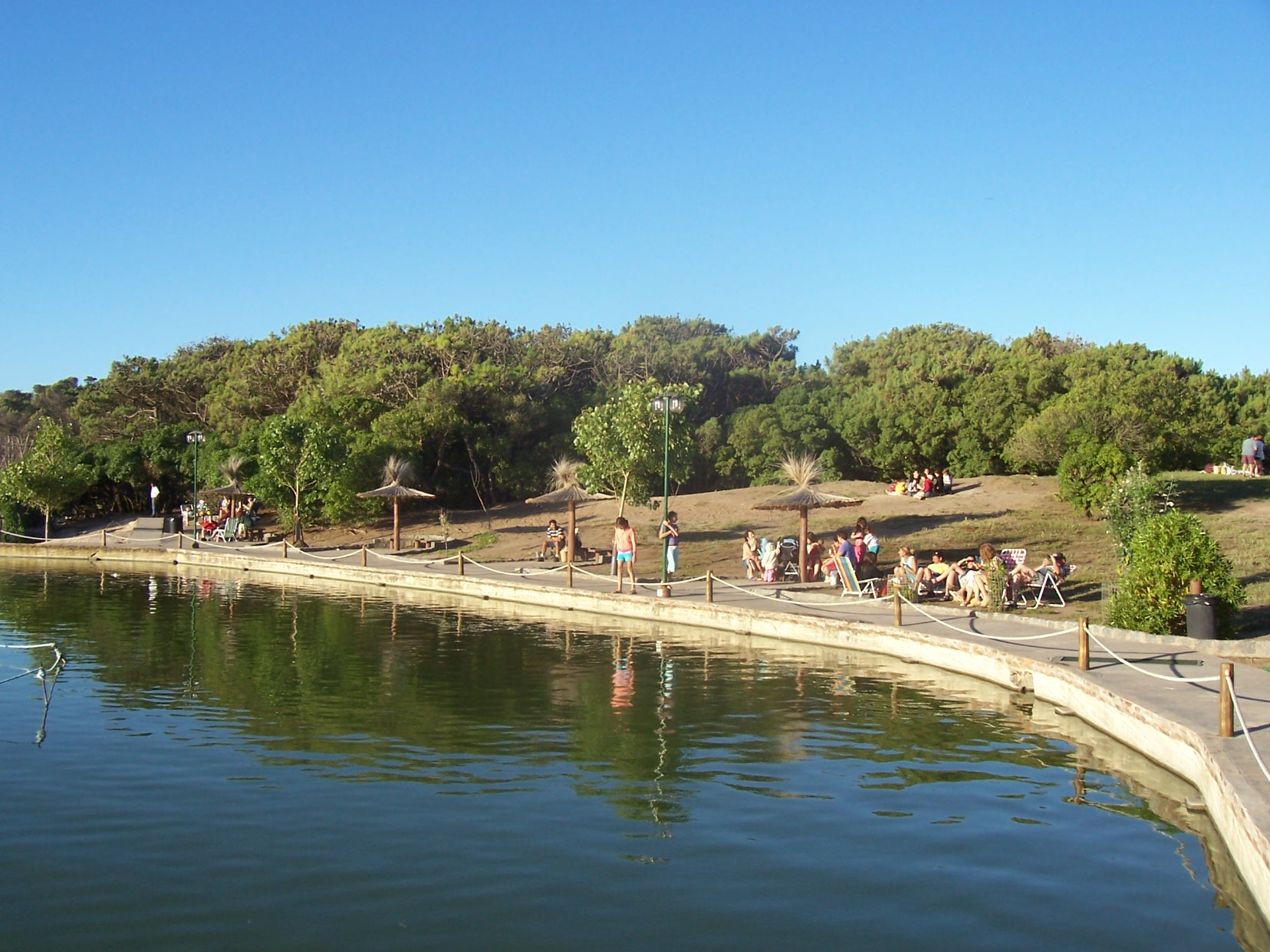
El Lago de los Cisnes.

### Jardín de Rocas
Ubicado en Av. 2 y calle 95, con senderos y escaleras rodeadas de arboleda y piedras se conforma el espacio conocido como Jardín de Rocas ideal para el descanso y la recreación familiar.

### Vivero municipal
Dentro de este espacio se puede apreciar diversas especies de árboles y arbustos como pinos, acacias, tamariscos utilizados para la fijación de las dunas, cuenta con una producción de 40 mil plantines al año aproximadamente.

## Eventos
Actualmente en el parque se realiza todos los años, como es costumbre, el Festival Infantil, una de las celebraciones veraniegas más importantes y antiguas de la ciudad, ya que se realiza desde el año 1962, siendo el primer festival infantil que se llevó a cabo en el país. En su primera edición se lo denominó "Primer Festival de Espectáculos para Niños". En dicha oportunidad participaron Leda Balladares y María Elena Walsh.
En el parque también se realiza la Fiesta de las Colectividades.